# Peter Zuckerman
Peter Zuckerman (sinh ngày 27 tháng 12 năm 1979) là một nhà báo và tác giả người Mỹ, người đã tập trung sự nghiệp của mình trong báo cáo của tòa án, báo chí điều tra và những câu chuyện phiêu lưu. Ông cũng là một nhà lãnh đạo của một số chiến dịch chính trị tiến bộ nổi bật.

## Tuổi thơ và sự nghiệp
Zuckerman theo học tại Trường Chadwick ở Hạt Los Angeles, California và tốt nghiệp trường Reed College với bằng sinh học năm 2003. Khi còn là sinh viên tại Reed, Zuckerman đã phục vụ trong ban biên tập của Reed College Quest, một tờ báo do sinh viên điều hành. Vào tháng 3 năm 2002, ông đã viết một ý kiến trong The Oregonia ("Thế vận hội ma túy") lên án việc sử dụng cạnh tranh các loại thuốc như axit gamma-hydroxybutyric, hoặc GHB, tại trường. Ông là mục tiêu của nhiều mối đe dọa trong cộng đồng Reed College, và ông đã bị chỉ trích bất lợi và cũng được ca ngợi trong những lá thư gửi cho người Oregonia.
Zuckerman thực tập cho Portland hàng tuần Just Out khi còn ở Reed, giao giấy và số điện thoại kiểm tra thực tế. Ông cũng thực tập cho văn phòng Portland của Associated Press và The Springfield News. Ông tiếp tục làm nhà báo ở Đông Idaho.

## Đời tư
Bạn đời của Zuckerman là Sam Adams, cựu thị trưởng Portland, Oregon.